# 宇部ときわ湖畔ユースホステル
宇部ときわ湖畔ユースホステル（うべときわこはんユースホステル）は、日本ユースホステル協会に加盟している山口県宇部市のユースホステル。
文字どおり常盤池（常盤湖）の北岸に位置している。

## 設備
- 個人や小グループに適している
- 団体の利用に適している
- グループで一室利用可
- 余裕があればグループで一室利用可
- ゲストルームあり
- 駐車場あり
- 駐輪場あり
- 会議室あり
- 洗濯機あり
- 乾燥機あり
- 周辺にスポーツ施設あり
- 周辺に温泉あり

## アクセス
- 宇部線宇部新川駅から宇部市営バスでひらき台方面行25分開下車 徒歩10分